# Энтероцит каёмчатый
Энтероци́т каёмчатый (лат. enterocytus limbatus) — клетка эпителия кишечника, энтероцит. Другие названия: абсорбтивный каёмчатый энтероцит, столбчатый эпителиоцит, эпителиоцит кишечный с исчерченной каёмкой, эпителиоцит кишечный с исчерченной каймой, клетка каёмчатая. Некоторые источники используют для наименования энтероцита каёмчатого термин «энтероцит» без дополнительных уточнений.

## Локализация
Каёмчатые энтероциты располагаются на ворсинках эпителия кишечника, покрывая их. В тонкой кишке составляют до 90 % от общего количества клеток ворсинок. В криптах каёмчатые энтероциты отсутствуют.

## Строение
Каёмчатые энтероциты имеют колончатую (столбчатую) или цилиндрическую призматическую форму, немного расширяясь в своей верхней части. Обычно их высота составляет 22—31 мкм, ширина — 6—9 мкм. Каёмчатые энтероциты — поляризованные клетки, имеющие покрытые микроворсинками апикальную часть и покрытую базолатеральной мембраной нижнюю.
На апикальной поверхности каёмчатого энтероцита расположено от 1500 до 3000 микроворсинок, увеличивающих всасывающую поверхность кишки в 30-40 раз. Высота микроворсинок 1—2 мкм, ширина — 0,1 мкм, расстояние между микроворсинками — 15—20 нм. Количество микроворсинок у одного каёмчатого энтероцита снижается в каудальном направлении (от двенадцатиперстной к прямой кишке).
В апикальных частях каёмочных энтероцитов находятся соединительные комплексы, состоящие из двух типов межклеточных соединений: преграждающей зоны (лат. zonula occludens) и адгезивной зоны (лат. zonula adherens), соединяющих соседние энтероциты и ограничивающих сообщение между просветом кишки и пространством между клеток.
На поверхности микроворсинок имеется слой тонких нитей — олигосахаридов, связанных с гликопротеинами и гликолипидами. Нити между собой связаны кальциевыми мостиками и образуют слой, называемый гликокаликсом. Гликокаликс является составной частью апикальной мембраны каёмчатого энтероцита и представляет собой молекулярное сито, пропускающее или не пропускающее молекулы, в зависимости от их величины, заряда и других параметров. У основания слоя гликокаликса располагаются ферменты, которые высвобождаются только при разрушении мембраны каёмочного энтероцита. Толщина гликокаликса равна приблизительно 15—40 нм на боковой поверхности энтероцита и 50—100 нм — на апикальной. Гликокаликс, микроворсинки и апикальная мембрана вместе называются исчерченной каёмкой.

## Функции
Каёмчатые энтероциты выполняют пищеварительную, абсорбтивную, барьерную и секреторную функции.

### Пристеночное и мембранное пищеварение
Каёмчатые энтероциты самым активным образом участвуют в двух из трёх основных этапов кишечного пищеварительного процесса — пристеночного и мембранного. Питательные вещества, проходящие через слои пристеночной слизи кишки, частично гидролизуются ферментами, содержащимися в слизи, и поступают в гликокаликс, где гидролиз питательных веществ продолжается по мере их перемещения в сторону пристеночного слоя. Продукты гидролиза поступают на апикальные мембраны каёмчатых энтероцитов, в которые встроены пищеварительные ферменты. Мембранное пищеварение мелких фрагментов молекул белка происходит в зоне исчерченной каёмки энтероцитов. Здесь олигомеры, под воздействием ферментов, располагающихся на поверхности микроворсинок каёмчатых энтероцитов, преобразуются в мономеры, которые всасываются в кровь и лимфу. Протеазы зоны исчерченной каёмки преобразуют около 60 % белков и продуктов их расщепления.
Мембранное пищеварение происходит на внешней стороне апикальной мембраны каёмчатых энтероцитов, причём в мембранном пищеварении принимают участие не только собственные ферменты энтероцитов, но и абсорбированные из химуса гликокаликсом ферменты поджелудочной железы, встроенные в апикальную мембрану.

### Всасывание
Каёмчатые энтероциты осуществляют всасывание продуктов гидролиза питательных веществ, аминокислот и пептидов, жиров, сахаров, воды и разнообразных ионов.

### Секреторная функция
Каёмчатые энтероциты секретируют ферменты и метаболиты, необходимые для пристеночного и мембранного пищеварения. Их синтез происходит в гранулярной эндоплазматической сети, а образование секреторных гранул — в комплексе Гольджи, откуда везикулы, содержащие гликопротеины, транспортируются к поверхности клетки и локализуются в апикальной цитоплазме.